# لولا اسکربکووا
لولا اسکربکووا (چکی: Lola Skrbková؛ ‏ ۱۶ فوریهٔ ۱۹۰۲ – ۲۸ سپتامبر ۱۹۷۸) نویسنده، کارگردان نمایش و بازیگر اهل چکسلواکی بود.
از فیلم‌ها یا برنامه‌های تلویزیونی که وی در آن نقش داشته‌است می‌توان به قصه‌های چاپک و پتک جادوگران اشاره کرد.